# Венгрия на летних Олимпийских играх 2024

## Медали
| Медаль  | Спортсмен(ы)                                           | Вид спорта                  | Дисциплина                     | Дата       |
| ------- | ------------------------------------------------------ | --------------------------- | ------------------------------ | ---------- |
| Золото  | Хуберт Кош                                             | Плавание                    | 200 метров на спине            | 1 августа  |
| Золото  | Тибор Андрашфи Мате Кох Гергей Шиклоши Давид Надь      | Фехтование                  | Командная шпага                | 2 августа  |
| Золото  | Криштоф Милак                                          | Плавание                    | 100 метров баттерфляем         | 3 августа  |
| Золото  | Криштоф Рашовски                                       | Плавание                    | 10 километров в открытой воде  | 9 августа  |
| Золото  | Вивиана Мартон                                         | Тхэквондо                   | 67 кг                          | 9 августа  |
| Золото  | Мишель Гульяш                                          | Современное пятиборье       | Личное первенство              | 11 августа |
| Серебро | Криштоф Милак                                          | Плавание                    | 200 метров баттерфляем         | 31 июля    |
| Серебро | Чанад Гемеши Андраш Сатмари Арон Силадьи Кристиан Рабб | Фехтование                  | Командная сабля                | 31 июля    |
| Серебро | Бенце Халас                                            | Лёгкая атлетика             | Метание молота                 | 4 августа  |
| Серебро | Тамара Чипеш Алида Дора Гажо                           | Гребля на байдарках и каноэ | Байдарки-двойки, 500 метров    | 9 августа  |
| Серебро | Бенце Надаш Шандор Тотка                               | Гребля на байдарках и каноэ | Байдарки-двойки, 500 метров    | 9 августа  |
| Серебро | Тамара Чипеш                                           | Гребля на байдарках и каноэ | Байдарки-одиночки, 500 метров  | 10 августа |
| Серебро | Адам Варга                                             | Гребля на байдарках и каноэ | Байдарки-одиночки, 1000 метров | 10 августа |
| Бронза  | Эстер Мухари                                           | Фехтование                  | Шпага                          | 27 июля    |
| Бронза  | Вероника Майор                                         | Стрельба                    | Пистолет, 25 метров            | 3 августа  |
| Бронза  | Ноэми Пупп Сара Фойт Тамара Чипеш Алида Дора Гажо      | Гребля на байдарках и каноэ | Байдарки-четвёрки, 500 метров  | 8 августа  |
| Бронза  | Ноэми Пупп Сара Фойт                                   | Гребля на байдарках и каноэ | Байдарки-четвёрки, 500 метров  | 9 августа  |
| Бронза  | Давид Бетлехем                                         | Плавание                    | 10 километров в открытой воде  | 9 августа  |
| Бронза  | Балинт Копас                                           | Гребля на байдарках и каноэ | Байдарки-одиночки, 1000 метров | 10 августа |

| Вид спорта                  | 1 | 2 | 3 | Всего |
| Гребля на байдарках и каноэ | 0 | 4 | 3 | 7     |
| Плавание                    | 3 | 1 | 1 | 5     |
| Фехтование                  | 1 | 1 | 1 | 3     |
| Современное пятиборье       | 1 | 0 | 0 | 1     |
| Тхэквондо                   | 1 | 0 | 0 | 1     |
| Лёгкая атлетика             | 0 | 1 | 0 | 1     |
| Стрельба                    | 0 | 0 | 1 | 1     |
| Всего                       | 6 | 7 | 6 | 19    |

| Медали по датам | Медали по датам | Медали по датам | Медали по датам | Медали по датам | Медали по датам |
| --------------- | --------------- | --------------- | --------------- | --------------- | --------------- |
| Дата            | 1               | 2               | 3               | Всего           |                 |
| 27 июля         | 0               | 0               | 1               | 1               |                 |
| 31 июля         | 0               | 2               | 0               | 2               |                 |
| 1 августа       | 1               | 0               | 0               | 1               |                 |
| 2 августа       | 1               | 0               | 0               | 1               |                 |
| 3 августа       | 1               | 0               | 1               | 2               |                 |
| 4 августа       | 0               | 1               | 0               | 1               |                 |
| 8 августа       | 0               | 0               | 1               | 1               |                 |
| 9 августа       | 2               | 2               | 2               | 6               |                 |
| 10 августа      | 0               | 2               | 1               | 3               |                 |
| 11 августа      | 1               | 0               | 0               | 1               |                 |
| Всего           | 6               | 7               | 6               | 19              |                 |

| Медали по полу | Медали по полу | Медали по полу | Медали по полу | Медали по полу |
| -------------- | -------------- | -------------- | -------------- | -------------- |
| Пол            | 1              | 2              | 3              | Всего          |
| Мужчины        | 4              | 5              | 2              | 11             |
| Женщины        | 2              | 2              | 4              | 8              |
| Микст          | 0              | 0              | 0              | 0              |
| Всего          | 6              | 7              | 6              | 19             |

| Мультимедалисты | Мультимедалисты             | Мультимедалисты | Мультимедалисты | Мультимедалисты | Мультимедалисты | Мультимедалисты |
| --------------- | --------------------------- | --------------- | --------------- | --------------- | --------------- | --------------- |
| Спортсмен       | Вид спорта                  | 1               | 2               | 3               | Total           |                 |
| Тамара Чипеш    | Гребля на байдарках и каноэ | 0               | 2               | 1               | 3               |                 |
| Криштоф Милак   | Плавание                    | 1               | 1               | 0               | 2               |                 |
| Алида Дора Гажо | Гребля на байдарках и каноэ | 0               | 1               | 1               | 2               |                 |
| Ноэми Пупп      | Гребля на байдарках и каноэ | 0               | 0               | 2               | 2               |                 |
| Сара Фойт       | Гребля на байдарках и каноэ | 0               | 0               | 2               | 2               |                 |

## Квалификация
| № п/п | Вид спорта                  | Мужчины        | Мужчины                | Женщины        | Женщины                | Всего          | Всего                  |
| № п/п | Вид спорта                  | Завоевано квот | Количество спортсменов | Завоевано квот | Количество спортсменов | Завоевано квот | Количество спортсменов |
| ----- | --------------------------- | -------------- | ---------------------- | -------------- | ---------------------- | -------------- | ---------------------- |
| 1     | Академическая гребля        | 1              | 1                      |                |                        | 1              | 1                      |
| 2     | Бокс                        | 2              | 2                      | 1              | 1                      | 3              | 3                      |
| 3     | Борьба                      | 4              | 4                      | 1              | 1                      | 5              | 5                      |
| 4     | Велоспорт                   | 2              | 1                      | 2              | 1                      | 4              | 2                      |
| 5     | Водное поло                 | 1              | 13                     | 1              | 13                     | 2              | 26                     |
| 6     | Гандбол                     | 1              | 17                     | 1              | 17                     | 2              | 34                     |
| 7     | Спортивная гимнастика       | 1              | 1                      | 3              | 3                      | 4              | 4                      |
| 8     | Художественная гимнастика   |                |                        | 1              | 1                      | 1              | 1                      |
| 9     | Гребля на байдарках и каноэ | 8              | 9                      | 8              | 7                      | 16             | 16                     |
| 10    | Дзюдо                       | 4              | 4                      | 3              | 3                      | 7              | 7                      |
| 11    | Конный спорт                | 1              | 1                      |                |                        | 1              | 1                      |
| 12    | Лёгкая атлетика             | 6              | 6                      | 12             | 12                     | 19             | 18                     |
| 13    | Настольный теннис           |                | 1                      | 1              | 2                      | 2              | 3                      |
| 14    | Парусный спорт              | 1              | 1                      | 1              | 1                      | 2              | 2                      |
| 15    | Плавание                    | 21             | 12                     | 14             | 11                     | 35             | 23                     |
| 16    | Современное пятиборье       | 2              | 2                      | 2              | 2                      | 4              | 4                      |
| 17    | Стрельба                    | 4              | 2                      | 6              | 3                      | 11             | 5                      |
| 18    | Теннис                      | 3              | 2                      |                |                        | 3              | 2                      |
| 19    | Триатлон                    | 2              | 2                      | 1              | 1                      | 3              | 3                      |
| 20    | Тхэквондо                   | 2              | 2                      | 1              | 1                      | 3              | 3                      |
| 21    | Фехтование                  | 9              | 9                      | 6              | 6                      | 15             | 15                     |
|       | ИТОГО                       | 75             | 92                     | 65             | 86                     | 143            | 178                    |

## Состав команды
Академическая гребля
1. Бендегуз Петервари-Мольнар[англ.]

 Бокс
1. Ричард Ковач[англ.]
2. Пилип Акилов[англ.]
3. Луца Хамори

 Борьба
Вольная борьба
1. Исмаил Мусукаев
2. Даниэль Лигети
3. Бернадетт Надь

Греко-римская борьба
1. Золтан Леваи
2. Давид Лошонци

Велоспорт
 Шоссейный велоспорт
1. Аттила Вальтер
2. Бланка Ваш[англ.]

 Водное поло
1. Сома Фогель[англ.]
2. Даниэль Ангьял[англ.]
3. Кристиан Мангерц[англ.]
4. Эрик Мольнар[англ.]
5. Мартон Вамош[англ.]
6. Адам Надь[англ.]
7. Гергё Фекете[англ.]
8. Гергё Заланки
9. Винсе Вигвари[англ.]
10. Денеш Варга[англ.]
11. Чилард Яншик[англ.]
12. Балаш Хараи[англ.]
13. Марк Баньяи[англ.]
14. Альда Мадьяри[англ.]
15. Дороттья Циладьи[англ.]
16. Ванда Валий[англ.]
17. Грета Гуришатти[англ.]
18. Джеральдин Махьё[англ.]
19. Ребекка Паркс[англ.]
20. Бригитта Хорват[англ.]
21. Рита Кестейи[англ.]
22. Дора Леиметер[англ.]
23. Наташа Рыбанска[англ.]
24. Камилла Фараго[англ.]
25. Кристина Гарда[англ.]
26. Богларка Нецмели[англ.]

 Гандбол
1. Адриан Шипош[англ.]
2. Бендегуз Бока[англ.]
3. Патрик Лигетвари[англ.]
4. Роланд Миклер[англ.]
5. Гергё Фазекаш[англ.]
6. Педро Родригес Альварес[англ.]
7. Бенце Банхиди
8. Золтан Сита
9. Криштоф Палашич[англ.]
10. Габор Анчин[англ.]
11. Рихард Бодо
12. Зоран Илич
13. Миклош Роста
14. Ласло Бартуц[англ.]
15. Мате Лекаи[англ.]
16. Эгон Ханус[англ.]
17. Бенце Имре
18. Петра Товизи[англ.]
19. Надин Сёллёши-Шацль[англ.]
20. Анна Альбек[англ.]
21. Кинга Кливиньи[англ.]
22. Бланка Бёде-Биро[англ.]
23. Грета Мартон[англ.]
24. Николетт Папп[англ.]
25. Жофи Семереи[англ.]
26. Ноэми Пастор[англ.]
27. Петра Вамос[англ.]
28. Катрин Клуйбер
29. Грета Качор[англ.]
30. Река Бордаш[англ.]
31. Ченге Куцора[англ.]
32. Кинга Янурик[англ.]
33. Виктория Дьёри-Лукач
34. Петра Симон[англ.]

Гимнастика
 Спортивная гимнастика
1. Кристофер Месарош[англ.]
2. Беттина Лили Цифра[англ.]
3. Зоя Жекели[англ.]
4. Ченге Бачкаи[англ.]

 Художественная гимнастика
1. Фанни Пигницки[англ.]

Гребля на байдарках и каноэ
 Гребля на гладкой воде
1. Адам Варга
2. Балинт Копас
3. Бенце Надаш
4. Шандор Тотка
5. Колош Цизмадиа[англ.]
6. Иштван Кули[англ.]
7. Балаж Адольф
8. Даниэль Феджес
9. Йонатан Хайду[англ.]
10. Тамара Чипеш
11. Алида Дора Гажо
12. Ноэми Пупп
13. Сара Фойт
14. Агнес Кисс
15. Кинчё Такач[англ.]
16. Бьянка Надь

 Дзюдо
1. Бенце Понграц[англ.]
2. Аттила Унгвари
3. Кристиан Тот
4. Жомбор Вег[англ.]
5. Река Пупп
6. Софи Озбаш
7. Сабина Герчак[англ.]

 Конный спорт
1. Балаж Кайзингер[англ.]

 Лёгкая атлетика
1. Аттила Мольнар[англ.]
2. Мате Хелебрандт[англ.]
3. Бенце Веньерчан[англ.]
4. Бенце Халас
5. Донат Варга[англ.]
6. Даниэль Раба[англ.]
7. Богларка Такач[англ.]
8. Виктория Вагнер-Дьюркеш[англ.]
9. Лука Козак[англ.]
10. Грета Керекеш[англ.]
11. Виктория Мадарас[англ.]
12. Рита Речеи[англ.]
13. Ханга Клекнер[англ.]
14. Петра Фаркаш[англ.]
15. Река Дьюрац[англ.]
16. Ксения Крижан[англ.]
17. Рита Немеш[англ.]
18. Барбара Олах[англ.]

 Настольный теннис
1. Нандор Эчеки[англ.]
2. Дора Мадараш[англ.]
3. Георгина Пота[англ.]

 Парусный спорт
1. Йонатан Ваднаи[англ.]
2. Мария Эрди[англ.]

 Плавание
1. Себастьян Сабо[англ.]
2. Нандор Немет[англ.]
3. Залан Шаркани[англ.]
4. Давид Бетлехем[англ.]
5. Хуберт Кош
6. Адам Ясо[англ.]
7. Адам Телегди[англ.]
8. Криштоф Милак
9. Рихард Мартон[англ.]
10. Габор Зомбори
11. Балаж Холло
12. Криштоф Рашовски
13. Петра Сенански
14. Николетт Падар
15. Лилла Минна Абрахам[англ.]
16. Айна Кешей
17. Вивьен Якль
18. Эстер Сабо-Фелтотьи[англ.]
19. Дора Мольнар
20. Богларка Капаш
21. Дальма Шебештьен[англ.]
22. Панна Уграи[англ.]
23. Беттина Фабиан[англ.]

 Современное пятиборье
1. Чаба Бёхм[англ.]
2. Балаж Цеп[англ.]
3. Мишель Гульяш[англ.]
4. Бланка Гузи[англ.]

 Стрельба
1. Залан Пеклер[англ.]
2. Иштван Пени[англ.]
3. Эстер Месарош[англ.]
4. Вероника Майор[англ.]
5. Сара Рахель Фабиан[англ.]

 Теннис
1. Мартон Фучович
2. Фабиан Марожан

 Триатлон
1. Чонгор Лехманн[англ.]
2. Бенце Бичак[англ.]
3. Жанетт Брагмайер[англ.]

 Тхэквондо
1. Омар Салим[англ.]
2. Левенте Йожа[англ.]
3. Вивиана Мартон

 Фехтование
1. Тибор Андрашфи
2. Мате Кох
3. Гергей Шиклоши
4. Давид Надь
5. Даниэль Доша[англ.]
6. Чанад Гемеши[англ.]
7. Андраш Сатмари
8. Арон Силадьи
9. Кристиан Рабб
10. Эстер Мухари
11. Флора Пастор
12. Анна Мартон
13. Лиза Пустаи
14. Луца Сюч[англ.]
15. Шугар Катинка Баттаи

## Академическая гребля
Венгрия завоевала одну квоту на участие в олимпийском турнире гребцов на Финальной квалификационной регате 2024 года в Люцерне, Швейцария.
| Спортсмен                  | Дисциплина       | Заезд   | Заезд  | Утеш. заезд | Утеш. заезд | Четвертьфиналы | Четвертьфиналы | Полуфиналы | Полуфиналы | Финалы  | Финалы |
| Спортсмен                  | Дисциплина       | Время   | Место  | Время       | Место       | Время          | Место          | Время      | Место      | Время   | Место  |
| -------------------------- | ---------------- | ------- | ------ | ----------- | ----------- | -------------- | -------------- | ---------- | ---------- | ------- | ------ |
| Бендегуз Петервари-Мольнар | Мужчины одиночки | 6.58,76 | 3 Q QF | –           | –           | 7.05,04        | 4 Q SC/D       | 6.56,92    | 2 Q FC     | 6.47,81 | 16     |

## Бокс
Венгрия завоевала два места в турнир по боксу на Европейских играх 2023 года в Новы-Тарг, Польша.
| Спортсмен    | Категория        | 1/16 финала          | 1/8 финала                    | Четвертьфиналы       | Полуфиналы           | Финал                | Финал                |
| Спортсмен    | Категория        | Соперник Результат   | Соперник Результат            | Соперник Результат   | Соперник Результат   | Соперник Результат   | Место                |
| ------------ | ---------------- | -------------------- | ----------------------------- | -------------------- | -------------------- | -------------------- | -------------------- |
| Ричард Ковач | Мужчины 63,5 кг  | –                    | AUSГарри Гарсайд В 5–0        | FRAСофьян Умиа П 0–5 | завершил выступление | завершил выступление | 5                    |
| Пилип Акилов | Мужчины 80 кг    | –                    | UKRАлександр Хижняк П 0–4     | завершил выступление | завершил выступление | завершил выступление | завершил выступление |
| Луца Хамори  | Женщины до 66 кг | IRLГрэйнн Уолш В 4–1 | Марисса Уильямсон (AUS) В 5–0 | ALGИман Хелиф П 0–5  | завершил выступление | завершил выступление | 5                    |

## Борьба
Венгрия завоевала на Чемпионате мира по борьбе 2023 года в Белграде, Сербия по одному месту в мужские соревнования по вольной и греко-римской борьбе. Одно место в женской вольной борьбе Венгрия завоевала на Европейском квалификационном турнире 2024 года в Баку, Азербайджан и еще по одному месту в мужские соревнования по вольной и греко-римской борьбе на Мировом квалификационном турнире в Стамбуле, Турция.
Вольная борьба
| Спортсмен       | Категория         | 1/8 финала                   | Четвертьфиналы        | Полуфиналы              | Утеш.поединки         | Финал / За 3 место      | Финал / За 3 место    |                       |
| Спортсмен       | Категория         | Соперник Результат           | Соперник Результат    | Соперник Результат      | Соперник Результат    | Соперник Результат      | Место                 |                       |
| --------------- | ----------------- | ---------------------------- | --------------------- | ----------------------- | --------------------- | ----------------------- | --------------------- | --------------------- |
| Исмаил Мусукаев | Мужчины до 65 кг  | KGZЭрназар Акматалиев В 11–0 | AZEГаджи Алиев В 10–3 | IRIРахман Амузад П 0-10 | –                     | ALBИслам Дудаев П 12-13 | 5                     |                       |
| Даниэль Лигети  | Мужчины до 125 кг | NGRЭштон Мутува В 11–0       | TURТаха Акгюль П 0–8  | завершил выступление    | завершил выступление  | завершил выступление    | завершил выступление  |                       |
| Бернадетт Надь  | Женщины до 76 кг  | INDРитика Худа П 2–12        | завершила выступление | завершила выступление   | завершила выступление | завершила выступление   | завершила выступление | завершила выступление |

Греко-римская борьба
| Спортсмен     | Категория        | 1/8 финала              | Четвертьфиналы             | Полуфиналы             | Утеш.поединки        | Финал / За 3 место             | Финал / За 3 место   |
| Спортсмен     | Категория        | Соперник Результат      | Соперник Результат         | Соперник Результат     | Соперник Результат   | Соперник Результат             | Место                |
| ------------- | ---------------- | ----------------------- | -------------------------- | ---------------------- | -------------------- | ------------------------------ | -------------------- |
| Золтан Леваи  | Мужчины до 77 кг | TURБурхан Акбудак В 2–1 | AZEСанан Сулейманов П 1–1  | завершил выступление   | завершил выступление | завершил выступление           | завершил выступление |
| Давид Лошонци | Мужчины До 87 кг | AZEРафик Гусейнов В 5–2 | SRBАлександр Комаров В 2–2 | BULСемён Новиков П 1–3 | –                    | DENТурпал-Али Бисултанов П 1–2 | 5                    |

## Велоспорт

### Шоссейные велогонки
Венгрия получила по рейтингу UCI по одному месту  в мужской и женской групповых гонках на шоссе, а также одно место в мужской индивидуальной гонке с раздельным стартом в результате перераспределения квот.
Мужчины
| Спортсмен      | Дисциплина                 | Время    | Место |
| -------------- | -------------------------- | -------- | ----- |
| Аттила Вальтер | Групповая гонка            | 6:20.50  | 4     |
| Аттила Вальтер | Гонка с раздельным стартом | 38.45,68 | 22    |

Женщины
| Спортсмен  | Дисциплина      | Время   | Место |
| ---------- | --------------- | ------- | ----- |
| Бланка Ваш | Групповая гонка | 4:00.21 | 4     |

### Маунтинбайк
Венгрия завоевала одно место в женские соревнования по маунтинбайку по результатам Чемпионата мира по маунтинбайку 2023 года в Глентрес Форест, Великобритания.
| Спортсмен  | Категория | Время   | Место |
| ---------- | --------- | ------- | ----- |
| Бланка Ваш | Женщины   | 1.31,42 | 10    |

## Водное поло
Мужская сборная Венгрии по водному поло завоевала право участвовать в олимпийском турнире, выиграв Чемпионат мира по водным видам спорта 2023 года в Фукуоке, Япония. Женская ватерпольная команда Венгрии завоевала право участвовать в олимпийском турнире, заняв второе место на Чемпионате мира по водным видам спорта 2024 года в Дохе, Катар.
| Команда | Соревнование   | Групповая стадия  | Групповая стадия | Групповая стадия | Групповая стадия  | Групповая стадия | Групповая стадия | Четвертьфиналы       | Полуфиналы                 | Финал / За 3 место                | Финал / За 3 место |
| Команда | Соревнование   | Соперник Счёт     | Соперник Счёт    | Соперник Счёт    | Соперник Счёт     | Соперник Счёт    | Место            | Соперник Счёт        | Соперник Счёт              | Соперник Счёт                     | Место              |
| ------- | -------------- | ----------------- | ---------------- | ---------------- | ----------------- | ---------------- | ---------------- | -------------------- | -------------------------- | --------------------------------- | ------------------ |
| Венгрия | Мужской турнир | Франция В 13–12   | Испания П 7–10   | Япония В 17–10   | Австралия П 8–9   | Сербия В 17–13   | 3 Q              | Италия В 9–9 ПЕН 3–1 | Хорватия П 8–9             | США П 8–8 ПЕН 0–3                 | 4                  |
| Венгрия | Женский турнир | Нидерланды П 8–10 | Канада В 12–7    | Китай В 17–11    | Австралия П 12–14 | –                | 3 Q              | США П 4–5            | За 5-8 места Греция В 12–9 | За 5 место Италия В 11–11 ПЕН 4–1 | 5                  |

### Мужской турнир
Состав команды
Состав команды был объявлен 11 июля 2024 года.
Тренер:  Жольт Варга
- Сома Фогель[англ.] В
- Даниэль Ангьял[англ.] ЦЗ
- Кристиан Мангерц[англ.] ПЗ
- Эрик Мольнар[англ.] ЦЗ
- Мартон Вамош[англ.] ПЗ
- Адам Надь[англ.] ЦЗ
- Гергё Фекете[англ.] Д
- Гергё Заланки ПЗ
- Винсе Вигвари[англ.] Д
- Денеш Варга[англ.] ПЗ
- Чилард Яншик[англ.] (К) Д
- Балаш Хараи[англ.] ЦН
- Марк Баньяи[англ.] В

Групповой этап
| Поз | Команда     | И | В | ВПЕН | ППЕН | П | МЗ | МП | РМ  | О  | Квалификация   |
| --- | ----------- | - | - | ---- | ---- | - | -- | -- | --- | -- | -------------- |
| 1   | Испания     | 5 | 5 | 0    | 0    | 0 | 67 | 39 | +28 | 15 | Четвертьфиналы |
| 2   | Австралия   | 5 | 3 | 0    | 0    | 2 | 44 | 42 | +2  | 9  | Четвертьфиналы |
| 3   | Венгрия     | 5 | 3 | 0    | 0    | 2 | 62 | 54 | +8  | 9  | Четвертьфиналы |
| 4   | Сербия      | 5 | 2 | 0    | 0    | 3 | 58 | 63 | −5  | 6  | Четвертьфиналы |
| 5   | Франция (Х) | 5 | 1 | 0    | 0    | 4 | 50 | 60 | −10 | 3  |                |
| 6   | Япония      | 5 | 1 | 0    | 0    | 4 | 60 | 83 | −23 | 3  |                |

| 28 июля 2024 19:30 | \| Франция \| 12:13 протокол \| Венгрия \| \| Верну 4 \| Голы \| Вигвари 3 \| | Париж Акватик центр Судьи: Адриан Александреску (Румыния), Андрей Франулович (Хорватия) |
| Франция            | 12:13 протокол                                                                | Венгрия                                                                                 |
| Верну 4            | Голы                                                                          | Вигвари 3                                                                               |

| 30 июля 2024 21:05 | \| Испания \| 10:7 протокол \| Венгрия \| \| три игрока по 2 \| Голы \| Андьяль 2 \| | Париж Акватик центр Судьи: Борис Маргета (Словения), Рафаэле Коломбо (Италия) |
| Испания            | 10:7 протокол                                                                        | Венгрия                                                                       |
| три игрока по 2    | Голы                                                                                 | Андьяль 2                                                                     |

| 1 августа 2024 21:05 | \| Венгрия \| 17:10 протокол \| Япония \| \| Вигвари 4 \| Голы \| Ватанабэ 3 \| | Париж Акватик центр Судьи: Франк Оме (Германия), Чжан Лян (Китай) |
| Венгрия              | 17:10 протокол                                                                  | Япония                                                            |
| Вигвари 4            | Голы                                                                            | Ватанабэ 3                                                        |

| 3 августа 2024 15:00     | \| Австралия \| 9:8 протокол \| Венгрия \| \| Эдвардс, Максимович по 2 \| Голы \| Мангерц 4 \| | Париж Акватик центр Судьи: Георгиос Ставридис (Греция), Веселин Мишкович (Черногория) |
| Австралия                | 9:8 протокол                                                                                   | Венгрия                                                                               |
| Эдвардс, Максимович по 2 | Голы                                                                                           | Мангерц 4                                                                             |

| 5 августа 2024 12:00 | \| Венгрия \| 17:13 протокол \| Сербия \| \| Фекете, Заланки по 4 \| Голы \| Мандич 5 \| | Париж Акватик центр Судьи: Адриан Александреску (Румыния), Андрей Франулович (Хорватия) |
| Венгрия              | 17:13 протокол                                                                           | Сербия                                                                                  |
| Фекете, Заланки по 4 | Голы                                                                                     | Мандич 5                                                                                |

Четвертьфинал
| 7 августа 2024 20:35     | \| Италия \| 9 : 9 п. 1:3 протокол \| Венгрия \| \| ди Фульвио, Эченике по 3 \| Голы \| Мангерц 5 \| | Пари-Ла-Дефанс Арена Судьи: Адриан Александреску (Румыния), Веселин Мишкович (Черногория) |
| Италия                   | 9 : 9 п. 1:3 протокол                                                                                | Венгрия                                                                                   |
| ди Фульвио, Эченике по 3 | Голы                                                                                                 | Мангерц 5                                                                                 |

Полуфинал
| 9 августа 2024 19:35 | \| Венгрия \| 8 : 9 протокол \| Хорватия \| \| Яншик, Вамош по 2 \| Голы \| Фатович 5 \| | Пари-Ла-Дефанс Арена Судьи: Франк Оме (Германия), Давид Гомес (Испания) |
| Венгрия              | 8 : 9 протокол                                                                           | Хорватия                                                                |
| Яншик, Вамош по 2    | Голы                                                                                     | Фатович 5                                                               |

Матч за 3 место
| 11 августа 2024 10:35 | \| США \| 8 : 8 п. 3:0 протокол \| Венгрия \| \| Холлок 2 \| Голы \| Варга, Заланки по 2 \| | Пари-Ла-Дефанс Арена Судьи: Себастьян Дервю (Франция), Давид Гомес (Испания) |
| США                   | 8 : 8 п. 3:0 протокол                                                                       | Венгрия                                                                      |
| Холлок 2              | Голы                                                                                        | Варга, Заланки по 2                                                          |

### Женский турнир
Состав команды
Состав команды был объявлен 6 июля 2024 года.
Тренер:  Аттила Михок
- Альда Мадьяри[англ.] В
- Дороттья Циладьи[англ.] ПЗ
- Ванда Валий[англ.] ПЗ
- Грета Гуришатти[англ.] ПЗ
- Джеральдин Махьё[англ.] ЦН
- Ребекка Паркс[англ.] ЦН
- Бригитта Хорват[англ.] ПЗ
- Рита Кестейи[англ.] (К)  Д
- Дора Леиметер[англ.] ПЗ
- Наташа Рыбанска[англ.] ЦЗ
- Камилла Фараго[англ.] ПЗ
- Кристина Гарда[англ.] ЦЗ
- Богларка Нецмели[англ.] (К) В

Групповой этап
| Поз | Команда    | И | В | ВПЕН | ППЕН | П | МЗ | МП | РМ  | О  | Квалификация   |
| --- | ---------- | - | - | ---- | ---- | - | -- | -- | --- | -- | -------------- |
| 1   | Австралия  | 4 | 2 | 2    | 0    | 0 | 33 | 28 | +5  | 10 | Четвертьфиналы |
| 2   | Нидерланды | 4 | 3 | 0    | 1    | 0 | 52 | 37 | +15 | 10 | Четвертьфиналы |
| 3   | Венгрия    | 4 | 2 | 0    | 1    | 1 | 46 | 37 | +9  | 7  | Четвертьфиналы |
| 4   | Канада     | 4 | 1 | 0    | 0    | 3 | 37 | 49 | −12 | 3  | Четвертьфиналы |
| 5   | Китай      | 4 | 0 | 0    | 0    | 4 | 34 | 51 | −17 | 0  |                |

| 27 июля 2024 14:00 | \| Нидерланды \| 10:8 протокол \| Венгрия \| \| Рогге 3 \| Голы \| Валий 3 \| | Париж Акватик центр Судьи: Алессиа Феррари (Италия), Себастьян Дервю (Франция) |
| Нидерланды         | 10:8 протокол                                                                 | Венгрия                                                                        |
| Рогге 3            | Голы                                                                          | Валий 3                                                                        |

| 29 июля 2024 20:05     | \| Венгрия \| 12:7 протокол \| Канада \| \| Гурисати, Кестейи по 3 \| Голы \| три игрока по 2 \| | Париж Акватик центр Судьи: Наталья Маркополу (Греция), Марта Кабаньяс (Испания) |
| Венгрия                | 12:7 протокол                                                                                    | Канада                                                                          |
| Гурисати, Кестейи по 3 | Голы                                                                                             | три игрока по 2                                                                 |

| 2 августа 2024 20:05       | \| Китай \| 11:17 протокол \| Венгрия \| \| Дэн Цзэвэнь, Лу Ивэнь по 3 \| Голы \| Кестейи 7 \| | Париж Акватик центр Судьи: Марта Кабаньяс (Испания), Орели Бланшар (Франция) |
| Китай                      | 11:17 протокол                                                                                 | Венгрия                                                                      |
| Дэн Цзэвэнь, Лу Ивэнь по 3 | Голы                                                                                           | Кестейи 7                                                                    |

| 4 августа 2024 14:00  | \| Венгрия \| 9:9 п. 3:5 протокол \| Австралия \| \| Кестейи, Силадьи по 2 \| Голы \| Уильямс 4 \| | Париж Акватик центр Судьи: Марта Кабаньяс (Испания), Адриан Александреску (Румыния) |
| Венгрия               | 9:9 п. 3:5 протокол                                                                                | Австралия                                                                           |
| Кестейи, Силадьи по 2 | Голы                                                                                               | Уильямс 4                                                                           |

Четвертьфинал
| 6 августа 2024 20:35 | \| Венгрия \| 4 : 5 протокол \| США \| \| четыре игрока по 1 \| Голы \| Стеффенс 2 \| | Пари-Ла-Дефанс Арена Судьи: Воин Путникович (Сербия), Чжан Лиан (Китай) |
| Венгрия              | 4 : 5 протокол                                                                        | США                                                                     |
| четыре игрока по 1   | Голы                                                                                  | Стеффенс 2                                                              |

Полуфинал за 5-8 места
| 8 августа 2024 18:00 | \| Греция \| 9 : 12 протокол \| Венгрия \| \| три игрока по 2 \| Голы \| Кестейи 4 \| | Пари-Ла-Дефанс Арена Судьи: Марта Кабаньяс (Испания), Михил Зварт (Нидерланды) |
| Греция               | 9 : 12 протокол                                                                       | Венгрия                                                                        |
| три игрока по 2      | Голы                                                                                  | Кестейи 4                                                                      |

Матч за 5 место
| 10 августа 2024 14:00 | \| Венгрия \| 11 : 11 п. 4:1 протокол \| Италия \| \| Гуришатти 3 \| Голы \| Бьянкони, Марлетта по 3 \| | Пари-Ла-Дефанс Арена Судьи: Наталья Маркополу (Греция), Элен Пэншо (Канада) |
| Венгрия               | 11 : 11 п. 4:1 протокол                                                                                 | Италия                                                                      |
| Гуришатти 3           | Голы | Бьянкони, Марлетта по 3                                                     |

## Гандбол
Мужская гандбольная команда Венгрии завоевала право участвовать в олимпийском турнире, заняв второе место в олимпийском квалификационном турнире в Татабанье, Венгрия. Женская сборная Венгрии добилась того же, выиграв олимпийский квалификационный турнир в Дебрецене, Венгрия.
| Команда | Соревнование   | Групповая стадия | Групповая стадия  | Групповая стадия | Групповая стадия | Групповая стадия   | Групповая стадия | Четвертьфиналы        | Полуфиналы            | Финал / Матч за 3 место | Финал / Матч за 3 место |
| Команда | Соревнование   | Соперник Счёт    | Соперник Счёт     | Соперник Счёт    | Соперник Счёт    | Соперник Счёт      | Место            | Соперник Счёт         | Соперник Счёт         | Соперник Счёт           | Место                   |
| ------- | -------------- | ---------------- | ----------------- | ---------------- | ---------------- | ------------------ | ---------------- | --------------------- | --------------------- | ----------------------- | ----------------------- |
| Венгрия | Мужской турнир | Египет П 32–35   | Аргентина В 35–25 | Норвегия П 25–26 | Дания П 25–28    | Франция П 20–24    | 5                | завершили выступление | завершили выступление | завершили выступление   | 10                      |
| Венгрия | Женский турнир | Франция П 28–31  | Бразилия В 25–24  | Ангола Н 31–31   | Испания В 27–24  | Нидерланды П 26–30 | 3 Q              | Швеция П 32-36        | завершили выступление | завершили выступление   | 6                       |

### Мужской турнир
Состав команды
Состав команды был объявлен 24 июня 2024 года.
Тренер:  Чема Родригес
- Адриан Шипош[англ.] Л
- Бендегуз Бока[англ.] ПК
- Патрик Лигетвари[англ.] РП
- Роланд Миклер[англ.] ГК
- Гергё Фазекаш[англ.] Р
- Педро Родригес Альварес[англ.] ПК
- Бенце Банхиди Л
- Золтан Сита РП
- Криштоф Палашич[англ.] ГК
- Габор Анчин[англ.] ПП
- Рихард Бодо ЛП
- Зоран Илич ПП
- Миклош Роста Л
- Ласло Бартуц[англ.] ГК
- Мате Лекаи[англ.] Р
- Эгон Ханус[англ.] Р
- Бенце Имре ПК

Групповой этап
| Поз | Команда     | И | В | Н | П | МЗ  | МП  | РМ  | О  | Квалификация   |
| --- | ----------- | - | - | - | - | --- | --- | --- | -- | -------------- |
| 1   | Дания       | 5 | 5 | 0 | 0 | 165 | 133 | +32 | 10 | Четвертьфиналы |
| 2   | Египет      | 5 | 3 | 1 | 1 | 148 | 140 | +8  | 7  | Четвертьфиналы |
| 3   | Норвегия    | 5 | 3 | 0 | 2 | 139 | 136 | +3  | 6  | Четвертьфиналы |
| 4   | Франция (Х) | 5 | 2 | 1 | 2 | 129 | 131 | −2  | 5  | Четвертьфиналы |
| 5   | Венгрия     | 5 | 1 | 0 | 4 | 137 | 138 | −1  | 2  |                |
| 6   | Аргентина   | 5 | 0 | 0 | 5 | 131 | 171 | −40 | 0  |                |

| 2024-07-27 11:00 | Венгрия | 32 : 35   | Египет           | Арена 6 Южный Париж, Париж Зрителей: 5776 Судьи: Начевски, Николов (Северная Македония) |
| 2024-07-27 11:00 | Имре 7  | (15 : 19) | Адель, Омар по 9 | Арена 6 Южный Париж, Париж Зрителей: 5776 Судьи: Начевски, Николов (Северная Македония) |
| 2024-07-27 11:00 | 4×      | протокол  | 2× 1×            | Арена 6 Южный Париж, Париж Зрителей: 5776 Судьи: Начевски, Николов (Северная Македония) |

| 2024-07-29 21:00 | Аргентина   | 25 : 35   | Венгрия | Арена 6 Южный Париж, Париж Судьи: Шульце, Тённис (GER) |
| 2024-07-29 21:00 | П. Симоне 5 | (12 : 17) | Рошта 5 | Арена 6 Южный Париж, Париж Судьи: Шульце, Тённис (GER) |
| 2024-07-29 21:00 | 4× 2×       | протокол  | 3×      | Арена 6 Южный Париж, Париж Судьи: Шульце, Тённис (GER) |

| 2024-07-31 09:00 | Норвегия | 26 : 25  | Венгрия         | Арена 6 Южный Париж, Париж Зрителей: 5772 Судьи: Лах, Сок (Словения) |
| 2024-07-31 09:00 | Блонц 9  | (11:13)  | три игрока по 6 | Арена 6 Южный Париж, Париж Зрителей: 5772 Судьи: Лах, Сок (Словения) |
| 2024-07-31 09:00 | 4×       | протокол | 3×              | Арена 6 Южный Париж, Париж Зрителей: 5772 Судьи: Лах, Сок (Словения) |

| 2024-08-02 09:00 | Венгрия | 25:28    | Дания     | Арена 6 Южный Париж, Париж Зрителей: 5764 Судьи: Гарсия, Марин (Испания) |
| 2024-08-02 09:00 | Илич 5  | (14:16)  | Гидсель 8 | Арена 6 Южный Париж, Париж Зрителей: 5764 Судьи: Гарсия, Марин (Испания) |
| 2024-08-02 09:00 | 6×      | протокол | 1×        | Арена 6 Южный Париж, Париж Зрителей: 5764 Судьи: Гарсия, Марин (Испания) |

| 2024-08-04 16:00 | Венгрия | 20 : 24  | Франция  | Арена 6 Южный Париж, Париж Зрителей: 5685 Судьи: Хансен, Мадсен (DEN) |
| 2024-08-04 16:00 | Имре 6  | (8:11)   | Пранди 7 | Арена 6 Южный Париж, Париж Зрителей: 5685 Судьи: Хансен, Мадсен (DEN) |
| 2024-08-04 16:00 |         | протокол | 2× 1×    | Арена 6 Южный Париж, Париж Зрителей: 5685 Судьи: Хансен, Мадсен (DEN) |

### Женский турнир
Состав команды
Состав команды был объявлен 5 июля 2024 года.
Тренер:  Владимир Головин
- Петра Товизи[англ.] Л
- Надин Сёллёши-Шацль[англ.] ПК
- Анна Альбек[англ.] ПП
- Кинга Кливиньи[англ.] ЛП
- Бланка Бёде-Биро[англ.] ГК
- Грета Мартон[англ.] ПК
- Николетт Папп[англ.] ПП
- Жофи Семереи[англ.] ГК
- Ноэми Пастор[англ.] Л
- Петра Вамос[англ.] Р
- Катрин Клуйбер ПП
- Грета Качор[англ.] ЛП
- Река Бордаш[англ.] Л
- Ченге Куцора[англ.] ЛП
- Кинга Янурик[англ.] ГК
- Виктория Дьёри-Лукач ПК
- Петра Симон[англ.] Р

Групповой этап
| Поз | Команда     | И | В | Н | П | МЗ  | МП  | РМ  | О  | Квалификация   |
| --- | ----------- | - | - | - | - | --- | --- | --- | -- | -------------- |
| 1   | Франция (Х) | 5 | 5 | 0 | 0 | 159 | 124 | +35 | 10 | Четвертьфиналы |
| 2   | Нидерланды  | 5 | 4 | 0 | 1 | 152 | 137 | +15 | 8  | Четвертьфиналы |
| 3   | Венгрия     | 5 | 2 | 1 | 2 | 137 | 140 | −3  | 5  | Четвертьфиналы |
| 4   | Бразилия    | 5 | 2 | 0 | 3 | 127 | 119 | +8  | 4  | Четвертьфиналы |
| 5   | Ангола      | 5 | 1 | 1 | 3 | 131 | 154 | −23 | 3  |                |
| 6   | Испания     | 5 | 0 | 0 | 5 | 111 | 143 | −32 | 0  |                |

| 25 июля 2024 19:00 | Венгрия  | 28 : 31   | Франция     | Арена 6 Южный Париж, Париж Судьи: Гарсия, Паолантони (ARG) |
| 25 июля 2024 19:00 | Куцора 8 | (12 : 15) | Нзе Минко 6 | Арена 6 Южный Париж, Париж Судьи: Гарсия, Паолантони (ARG) |
| 25 июля 2024 19:00 | 2×       | протокол  | 2× 1×       | Арена 6 Южный Париж, Париж Судьи: Гарсия, Паолантони (ARG) |

| 28 июля 2024 09:00 | Бразилия        | 24 : 25   | Венгрия | Арена 6 Южный Париж, Париж Зрителей: 5819 Судьи: Клевен, Йёрум (NOR) |
| 28 июля 2024 09:00 | три игрока по 4 | (15 : 12) | Шимон 5 | Арена 6 Южный Париж, Париж Зрителей: 5819 Судьи: Клевен, Йёрум (NOR) |
| 28 июля 2024 09:00 | 3×              | протокол  | 3×      | Арена 6 Южный Париж, Париж Зрителей: 5819 Судьи: Клевен, Йёрум (NOR) |

| 30 июля 2024 16:00 | Венгрия   | 31 : 31   | Ангола    | Арена 6 Южный Париж, Париж Зрителей: 5834 Судьи: Куртагич, Веттервик (SWE) |
| 30 июля 2024 16:00 | Клуйбер 9 | (15 : 16) | Кассома 9 | Арена 6 Южный Париж, Париж Зрителей: 5834 Судьи: Куртагич, Веттервик (SWE) |
| 30 июля 2024 16:00 | 2× 1×     | протокол  | 2×        | Арена 6 Южный Париж, Париж Зрителей: 5834 Судьи: Куртагич, Веттервик (SWE) |

| 1 августа 2024 14:00 | Испания  | 24 : 27  | Венгрия   | Арена 6 Южный Париж, Париж Зрителей: 5816 Судьи: Кутлер, Мерц (GER) |
| 1 августа 2024 14:00 | Кабрал 6 | (12:14)  | Клуйбер 6 | Арена 6 Южный Париж, Париж Зрителей: 5816 Судьи: Кутлер, Мерц (GER) |
| 1 августа 2024 14:00 | 2× 1×    | протокол | 3×        | Арена 6 Южный Париж, Париж Зрителей: 5816 Судьи: Кутлер, Мерц (GER) |

| 3 августа 2024 09:00 | Венгрия                   | 27 : 30  | Нидерланды | Арена 6 Южный Париж, Париж Зрителей: 5841 Судьи: Ш. Бонавантюра, Ж. Бонавантюра (FRA) |
| 3 августа 2024 09:00 | Дьёри-Лукач, Клуйбер по 5 | (16:19)  | Аббинг 7   | Арена 6 Южный Париж, Париж Зрителей: 5841 Судьи: Ш. Бонавантюра, Ж. Бонавантюра (FRA) |
| 3 августа 2024 09:00 | 4× 1×                     | протокол | 3×         | Арена 6 Южный Париж, Париж Зрителей: 5841 Судьи: Ш. Бонавантюра, Ж. Бонавантюра (FRA) |

Четвертьфинал
| 6 августа 2024 17:30 | Венгрия           | 32 : 36 (ОТ) | Швеция    | Стадион «Пьер Моруа», Лилль Зрителей: 22 408 Судьи: А. Конжичанин, Д. Конжичанин (Босния и Герцеговина) |
| 6 августа 2024 17:30 | Клуйбер 11        | (15:16)      | Коппанг 7 | Стадион «Пьер Моруа», Лилль Зрителей: 22 408 Судьи: А. Конжичанин, Д. Конжичанин (Босния и Герцеговина) |
| 6 августа 2024 17:30 | 3× 1×             | протокол     | 4×        | Стадион «Пьер Моруа», Лилль Зрителей: 22 408 Судьи: А. Конжичанин, Д. Конжичанин (Босния и Герцеговина) |
| 6 августа 2024 17:30 | ОВ: 29:29 ОТ: 3:7 |              |           | Стадион «Пьер Моруа», Лилль Зрителей: 22 408 Судьи: А. Конжичанин, Д. Конжичанин (Босния и Герцеговина) |

## Гимнастика спортивная
Венгрия получила три места в женском многоборье и одно место в мужском многоборье на Чемпионате мира по спортивной гимнастике 2023 года в Антверпене.

### Мужчины
| Спортсмен         | Дисциплина          | Квалификация | Квалификация | Квалификация | Квалификация | Квалификация | Квалификация | Квалификация | Квалификация | Финал                | Финал                | Финал                | Финал                | Финал                | Финал                | Финал                | Финал                |
| Спортсмен         | Дисциплина          | Снаряды      | Снаряды      | Снаряды      | Снаряды      | Снаряды      | Снаряды      | Всего        | Место        | Снаряды              | Снаряды              | Снаряды              | Снаряды              | Снаряды              | Снаряды              | Всего                | Место                |
| Спортсмен         | Дисциплина          | В            | КН           | КО           | ОП           | ПБ           | П            | Всего        | Место        | В                    | КН                   | КО                   | ОП                   | ПБ                   | П                    | Всего                | Место                |
| ----------------- | ------------------- | ------------ | ------------ | ------------ | ------------ | ------------ | ------------ | ------------ | ------------ | -------------------- | -------------------- | -------------------- | -------------------- | -------------------- | -------------------- | -------------------- | -------------------- |
| Кристофер Месарош | Многоборье          | 12,900       | 13,633       | 13,500       | 14,366       | 14,733       | 13,666       | 82,798       | 14 Q         | 13,933               | 14,100               | 13,400               | 14,400               | 14,300               | 13,766               | 83,899               | 9                    |
| Кристофер Месарош | Вольные упражнения  | 12,900       | —            | —            | —            | —            | —            | —            | 59           | завершил выступление | завершил выступление | завершил выступление | завершил выступление | завершил выступление | завершил выступление | завершил выступление | завершил выступление |
| Кристофер Месарош | Конь                | —            | 13,633       | —            | —            | —            | —            | —            | 30           | завершил выступление | завершил выступление | завершил выступление | завершил выступление | завершил выступление | завершил выступление | завершил выступление | завершил выступление |
| Кристофер Месарош | Кольца              | —            | —            | 13,500       | —            | —            | —            | —            | 30           | завершил выступление | завершил выступление | завершил выступление | завершил выступление | завершил выступление | завершил выступление | завершил выступление | завершил выступление |
| Кристофер Месарош | Параллельные брусья | —            | —            | —            | —            | 14,733       | —            | —            | 13           | завершил выступление | завершил выступление | завершил выступление | завершил выступление | завершил выступление | завершил выступление | завершил выступление | завершил выступление |
| Кристофер Месарош | Перекладина         | —            | —            | —            | —            | —            | 13,666       | —            | 21           | завершил выступление | завершил выступление | завершил выступление | завершил выступление | завершил выступление | завершил выступление | завершил выступление | завершил выступление |

### Женщины
| Спортсмен          | Дисциплина          | Квалификация | Квалификация | Квалификация | Квалификация | Квалификация | Квалификация | Финал                 | Финал                 | Финал                 | Финал                 | Финал                 | Финал                 |
| Спортсмен          | Дисциплина          | Снаряды      | Снаряды      | Снаряды      | Снаряды      | Всего        | Место        | Снаряды               | Снаряды               | Снаряды               | Снаряды               | Всего                 | Место                 |
| Спортсмен          | Дисциплина          | ОП           | РБ           | Б            | В            | Всего        | Место        | ОП                    | РБ                    | Б                     | В                     | Всего                 | Место                 |
| ------------------ | ------------------- | ------------ | ------------ | ------------ | ------------ | ------------ | ------------ | --------------------- | --------------------- | --------------------- | --------------------- | --------------------- | --------------------- |
| Беттина Лили Цифра | Многоборье          | 12,966       | 13,933       | 13,233       | 12,6         | 52,732       | 22 Q         | 12,966                | 13,900                | 11,400                | 12,833                | 51,099                | 21                    |
| Беттина Лили Цифра | Разновысокие брусья | —            | 13,933       | —            | —            | —            | 18           | завершила выступление | завершила выступление | завершила выступление | завершила выступление | завершила выступление | завершила выступление |
| Беттина Лили Цифра | Бревно              | —            | —            | 13,233       | —            | —            | 31           | завершила выступление | завершила выступление | завершила выступление | завершила выступление | завершила выступление | завершила выступление |
| Беттина Лили Цифра | Вольные упражнения  | —            | —            | —            | 12,5600      | —            | 45           | завершила выступление | завершила выступление | завершила выступление | завершила выступление | завершила выступление | завершила выступление |
| Зоя Секей          | Разновысокие брусья | —            | 13,433       | —            | —            | —            | 34           | завершила выступление | завершила выступление | завершила выступление | завершила выступление | завершила выступление | завершила выступление |
| Ченге Бачкаи       | Опорный прыжок      | 13,766       | —            | —            | —            | —            | 12           | завершила выступление | завершила выступление | завершила выступление | завершила выступление | завершила выступление | завершила выступление |

## Гимнастика художественная
Венгрия завоевала одну квоту в личное многоборье на Чемпионате мира по художественной гимнастике 2023 года в Валенсии, Испания.
| Спортсменка    | Дисциплина | Квалификация | Квалификация | Квалификация | Квалификация | Квалификация | Квалификация | Финал                 | Финал                 | Финал                 | Финал                 | Финал                 | Финал                 |
| Спортсменка    | Дисциплина | Обруч        | Мяч          | Булавы       | Лента        | Всего        | Место        | Обруч                 | Мяч                   | Булавы                | Лента                 | Всего                 | Место                 |
| -------------- | ---------- | ------------ | ------------ | ------------ | ------------ | ------------ | ------------ | --------------------- | --------------------- | --------------------- | --------------------- | --------------------- | --------------------- |
| Фанни Пигницки | Личное     | 32,650       | 32,600       | 30,450       | 31,650       | 127,350      | 12           | завершила выступление | завершила выступление | завершила выступление | завершила выступление | завершила выступление | завершила выступление |

## Гребля на байдарках и каноэ

### Гладкая вода
Венгрия получила на Чемпионате мира по гребле на байдарках и каноэ в Дуйсбурге, Германия и Европейской квалификационной регате в Сегеде, Венгрия девять квот на участие в олимпийском турнире по гребле на байдарках и каноэ на гладкой воде. С учетом квалификации в других дисциплинах согласно правилам ICF Венгрия получила максимально возможное количество квот на участие в олимпийском турнире – шестнадцать, по восемь у мужчин и женщин.
Мужчины
| Спортсмен                                           | Дисциплина                | Заезды  | Заезды | Четвертьфиналы | Четвертьфиналы | Полуфиналы | Полуфиналы | Финалы  | Финалы |
| Спортсмен                                           | Дисциплина                | Время   | Место  | Время          | Место          | Время      | Место      | Время   | Место  |
| --------------------------------------------------- | ------------------------- | ------- | ------ | -------------- | -------------- | ---------- | ---------- | ------- | ------ |
| Адам Варга                                          | Байдарка-одиночка, 1000 м | 3.28,56 | 1 Q SF | —              | —              | 3.27,92    | 1 Q FA     | 3.24,76 | 2      |
| Балинт Копас                                        | Байдарка-одиночка, 1000 м | 3.26,44 | 1 Q SF | —              | —              | 3.28,76    | 1 Q FA     | 3.25,68 | 3      |
| Бенце Надаш Шандор Тотка                            | Байдарка-двойка, 500 м    | 1.29,08 | 2 Q SF | —              | —              | 1.28,38    | 2 Q FA     | 1.27,15 | 2      |
| Балинт Копас Адам Варга                             | Байдарка-двойка, 500 м    | 1.29,37 | 2 Q SF | —              | —              | 1.29,66    | 5 Q FB     | 1.32,85 | 15     |
| Бенце Надаш Шандор Тотка Колош Цизмадиа Иштван Кули | Байдарка-четверка, 500 м  | 1.21,18 | 2 Q SF | —              | —              | 1.21,07    | 2 Q FA     | 1.21,99 | 7      |
| Балаж Адольф                                        | Каноэ-одиночка, 1000 м    | 3.48,21 | 3 Q QF | 3.53,65        | 1 Q SF         | 3.46,61    | 4 Q FA     | 3.49,83 | 7      |
| Даниэль Феджес                                      | Каноэ-одиночка, 1000 м    | 3.56,00 | 4 Q QF | 3.47,88        | 1 Q SF         | 3.47,83    | 5 Q FB     | 3.50,22 | 10     |
| Балаж Адольф Йонатан Хайду                          | Каноэ-двойка, 500 м       | 1.40,02 | 4 Q QF | 1.40,95        | 2 Q SF         | 1.39,83    | 2 Q FA     | 1.41,66 | 6      |

Женщины
| Спортсмен                                         | Дисциплина               | Заезды  | Заезды | Четвертьфиналы | Четвертьфиналы | Полуфиналы | Полуфиналы | Финалы  | Финалы |
| Спортсмен                                         | Дисциплина               | Время   | Место  | Время          | Место          | Время      | Место      | Время   | Место  |
| ------------------------------------------------- | ------------------------ | ------- | ------ | -------------- | -------------- | ---------- | ---------- | ------- | ------ |
| Тамара Чипеш                                      | Байдарка-одиночка, 500 м | 1.50,21 | 1 Q SF | —              | —              | 1.48,72    | 1 Q FA     | 1.48,44 | 2      |
| Алида Дора Гажо                                   | Байдарка-одиночка, 500 м | 1.50,78 | 1 Q SF | —              | —              | 1.49,76    | 1 Q FA     | 1.51,19 | 6      |
| Тамара Чипеш Алида Дора Гажо                      | Байдарка-двойка, 500 м   | 1.42,68 | 3 Q QF | 1.40,57        | 1 Q SF         | 1.39,76    | 3 Q FA     | 1.39,39 | 2      |
| Ноэми Пупп Сара Фойт                              | Байдарка-двойка, 500 м   | 1.39,44 | 3 Q QF | 1.41,90        | 4 Q SF         | 1.39,89    | 4 Q FA     | 1.39,46 | 3      |
| Тамара Чипеш Алида Дора Гажо Ноэми Пупп Сара Фойт | Байдарка-четвёрка, 500 м | 1.33,42 | 2 Q FA | —              | —              | —          | —          | 1.32,93 | 3      |
| Агнес Кисс                                        | Каноэ-одиночка, 200 м    | 48,00   | 3 Q QF | 47,13          | 2 Q SF         | 47,01      | 8 Q FB     | 46,54   | 11     |
| Кинчё Такач                                       | Каноэ-одиночка, 200 м    | 46,60   | 3 Q QF | 47,47          | 1 Q SF         | 46,37      | 4 Q FA     | 45,68   | 8      |
| Агнес Кисс Бьянка Надь                            | Каноэ-двойки, 500 м      | 1.56,82 | 3 Q QF | 1.59,89        | 1 Q SF         | 1.55,51    | 2 Q FA     | 1.54,90 | 4      |

## Дзюдо
Венгрия получила по рейтингу IJF четыре места в мужские и три места в женские соревнования, а также право выставить смешанную команду.
| Спортсмен                                                                               | Категория         | 1/16 финала                    | 1/8 финала                       | Четвертьфиналы              | Полуфиналы            | Утеш. поединки         | Финал / За 3 место       | Финал / За 3 место    |
| Спортсмен                                                                               | Категория         | Соперник Результат             | Соперник Результат               | Соперник Результат          | Соперник Результат    | Соперник Результат     | Соперник Результат       | Место                 |
| --------------------------------------------------------------------------------------- | ----------------- | ------------------------------ | -------------------------------- | --------------------------- | --------------------- | ---------------------- | ------------------------ | --------------------- |
| Бенце Понграц                                                                           | Мужчины до 66 кг  | NIGИсмаэль Альхассан В 10-00   | JPNХифуми Абэ П 00-10            | завершил выступление        | завершил выступление  | завершил выступление   | завершил выступление     | завершил выступление  |
| Аттила Унгвари                                                                          | Мужчины до 81 кг  | KAZАбилайхан Жубаназар В 01-00 | BELМаттиас Кассе П 00-10         | завершил выступление        | завершил выступление  | завершил выступление   | завершил выступление     | завершил выступление  |
| Кристиан Тот                                                                            | Мужчины до 90 кг  | ROUАлекс Крец П 00-10          | завершил выступление             | завершил выступление        | завершил выступление  | завершил выступление   | завершил выступление     | завершил выступление  |
| Жомбор Вег                                                                              | Мужчины до 100 кг | SRBАлександар Куколь В 01-00   | ESPНиколоз Шеразадишвили П 01-10 | завершил выступление        | завершил выступление  | завершил выступление   | завершил выступление     | завершил выступление  |
| Река Пупп                                                                               | Женщины до 52 кг  | —                              | MGLЛ. Сосорбарам В 10-0          | ITAОдетте Джуффрида П 00-01 | —                     | ISRГефен Примо В 10-00 | FRAАмандин Бюшар П 00-01 | 5                     |
| Софи Озбаш                                                                              | Женщины до 63 кг  | CZEРената Захова В 01-00       | CANКатрин Бошмен-Пинар П 00-10   | завершила выступление       | завершила выступление | завершила выступление  | завершила выступление    | завершила выступление |
| Сабина Герчак                                                                           | Женщины до 70 кг  | AUSАойфе Кофлан П 00-01        | завершила выступление            | завершила выступление       | завершила выступление | завершила выступление  | завершила выступление    | завершила выступление |
| Бенце Понграц Аттила Унгвари Кристиан Тот Жомбор Вег Река Пупп Софи Озбаш Сабина Герчак | Смешанные команды | Италия · П 1-4                 | завершили выступление            | завершили выступление       | завершили выступление | завершили выступление  | завершили выступление    | завершили выступление |

## Конный спорт
Венгрия получила одно место в личных соревнованиях в троеборье в соответствии с олимпийским рейтингом FEI.

### Троеборье
| Спортсмен       | Лошадь               | Дисциплина    | Выездка | Выездка | Кросс | Кросс | Кросс | Конкур       | Конкур       | Конкур       | Конкур               | Конкур               | Конкур               | Всего | Всего |
| Спортсмен       | Лошадь               | Дисциплина    | Выездка | Выездка | Кросс | Кросс | Кросс | Квалификация | Квалификация | Квалификация | Финал                | Финал                | Финал                | Всего | Всего |
| Спортсмен       | Лошадь               | Дисциплина    | Штраф   | Место   | Штраф | Всего | Место | Штраф        | Всего        | Место        | Штраф                | Всего                | Место                | Штраф | Место |
| --------------- | -------------------- | ------------- | ------- | ------- | ----- | ----- | ----- | ------------ | ------------ | ------------ | -------------------- | -------------------- | -------------------- | ----- | ----- |
| Балаж Кайзингер | Herr Cooles Classico | Личный турнир | 45,80   | 62      | 16,00 | 61,80 | 45    | 10,00        | 71,80        | 41           | завершил выступление | завершил выступление | завершил выступление | 71,80 | 41    |

## Легкая атлетика
Венгерские легкоатлеты выполнили нормативы для участия в Играх 2024 года, пройдя прямую квалификацию или по мировому рейтингу, в следующих соревнованиях (максимум по 3 спортсмена в каждом):
Беговые дисциплины
Мужчины
| Спортсмен       | Дисциплина   | Забеги    | Забеги | Утеш. забеги | Утеш. забеги | Полуфиналы           | Полуфиналы           | Финал                | Финал |
| Спортсмен       | Дисциплина   | Результат | Место  | Результат    | Место        | Результат            | Место                | Результат            | Место |
| --------------- | ------------ | --------- | ------ | ------------ | ------------ | -------------------- | -------------------- | -------------------- | ----- |
| Аттила Мольнар  | 400 м        | 45,24     | 6      | 45,45        | 3            | завершил выступление | завершил выступление | завершил выступление | 29    |
| Мате Хелебрандт | Ходьба 20 км | —         | —      | —            | —            | —                    | —                    | 1:27.17              | 44    |
| Бенце Веньерчан | Ходьба 20 км | —         | —      | —            | —            | —                    | —                    | 1:29.14              | 46    |

Женщины
| Спортсмен               | Дисциплина   | Забеги    | Забеги | Утеш. забеги          | Утеш. забеги          | Полуфиналы            | Полуфиналы            | Финал                 | Финал |
| Спортсмен               | Дисциплина   | Результат | Место  | Результат             | Место                 | Результат             | Место                 | Результат             | Место |
| ----------------------- | ------------ | --------- | ------ | --------------------- | --------------------- | --------------------- | --------------------- | --------------------- | ----- |
| Богларка Такач          | 100 м        | 11,10     | 3 Q    | —                     | —                     | 11,26                 | 7                     | завершила выступление | 18    |
| Богларка Такач          | 200 м        | 23,16     | 6      | 23,05                 | 2                     | завершила выступление | завершила выступление | завершила выступление | 32    |
| Виктория Вагнер-Дьюркеш | 5000 м       | 15.48,24  | 18     | завершила выступление | завершила выступление | завершила выступление | завершила выступление | завершила выступление | 37    |
| Лука Козак              | 100 м с/б    | 13,11     | 6      | 12,96                 | 3                     | завершила выступление | завершила выступление | завершила выступление | 29    |
| Грета Керекеш           | 100 м с/б    | 13,50     | 7      | 13,20                 | 5                     | завершила выступление | завершила выступление | завершила выступление | 36    |
| Виктория Мадарас        | Ходьба 20 км | —         | —      | —                     | —                     | —                     | —                     | 1:35.54               | 42    |
| Рита Речеи              | Ходьба 20 км | —         | —      | —                     | —                     | —                     | —                     | 1:34.39               | 33    |

Микст
| Спортсмен                    | Дисциплина      | Финал     | Финал |
| Спортсмен                    | Дисциплина      | Результат | Место |
| ---------------------------- | --------------- | --------- | ----- |
| Бенце Веньерчан Барбара Олах | Ходьба эстафета | 3:05.18   | 21    |

Технические дисциплины
Мужчины
| Спортсмен    | Дисциплина     | Полуфиналы | Полуфиналы | Финал                | Финал                |
| Спортсмен    | Дисциплина     | Результат  | Место      | Результат            | Место                |
| ------------ | -------------- | ---------- | ---------- | -------------------- | -------------------- |
| Бенце Халас  | Метание молота | 76,90      | 6 q        | 79,97                | 2                    |
| Донат Варга  | Метание молота | 71,65      | 25         | завершил выступление | завершил выступление |
| Даниэль Раба | Метание молота | 72,29      | 21         | завершил выступление | завершил выступление |

Женщины
| Спортсмен     | Дисциплина      | Полуфиналы | Полуфиналы | Финал                 | Финал                 |
| Спортсмен     | Дисциплина      | Результат  | Место      | Результат             | Место                 |
| ------------- | --------------- | ---------- | ---------- | --------------------- | --------------------- |
| Ханга Клекнер | Прыжки с шестом | 4,40       | 25         | завершила выступление | завершила выступление |
| Петра Фаркаш  | Прыжки в длину  | 6,40       | 21         | завершила выступление | завершила выступление |
| Река Дьюрац   | Метание молота  | 64,77      | 30         | завершила выступление | завершила выступление |

Комбинированные дисциплины — Семиборье
| Спортсмен     | Вид       | 100 м | ВЫ   | ЯД    | 200 м | ДЛ   | КО    | 800 м   | Сумма | Место |
| ------------- | --------- | ----- | ---- | ----- | ----- | ---- | ----- | ------- | ----- | ----- |
| Ксения Крижан | Результат | 13,61 | 1,77 | 13,89 | 24,92 | 6,03 | 49,52 | 2.06,27 | 6386  | 7     |
| Ксения Крижан | Баллы     | 1034  | 941  | 787   | 894   | 859  | 851   | 1020    | 6386  | 7     |
| Рита Немеш    | Результат | 13,82 | 1,77 | 13,64 | 25,61 | 5,88 | 43,64 | 2.10,10 | 6060  | 18    |
| Рита Немеш    | Баллы     | 1004  | 941  | 770   | 832   | 813  | 737   | 963     | 6060  | 18    |

## Настольный теннис
Венгрия получила по одной квоте в олимпийские соревнования по настольному теннису в женском одиночном и смешанном парном разрядах согласно рейтингу ITTF.
| Спортсмен                 | Дисциплина        | 1/32 финала         | 1/16 финала        | 1/8 финала                      | Четвертьфиналы        | Полуфиналы            | Финал / За 3 место    | Финал / За 3 место    |
| Спортсмен                 | Дисциплина        | Соперник Результат  | Соперник Результат | Соперник Результат              | Соперник Результат    | Соперник Результат    | Соперник Результат    | Место                 |
| ------------------------- | ----------------- | ------------------- | ------------------ | ------------------------------- | --------------------- | --------------------- | --------------------- | --------------------- |
| Георгина Пота             | Женщины одиночный | GERШань Сяона В 4–3 | KORСин Ю Бин П 1–4 | завершила выступление           | завершила выступление | завершила выступление | завершила выступление | завершила выступление |
| Нандор Эчеки Дора Мадараш | Микст пары        | —                   | —                  | HKGВон Чаньтхин Ду Хойкем П 1–4 | завершили выступление | завершили выступление | завершили выступление | завершили выступление |

## Парусный спорт
Венгрия завоевала право выставить по одной лодке (яхте) в нижеследующих классах судов по результатам Чемпионата мира по парусному спорту 2023 года в Гааге, Нидерланды.
Медальные гонки
| Спортсмен      | Дисциплина     | Гонка | Гонка | Гонка | Гонка | Гонка | Гонка | Гонка | Гонка | Гонка | Гонка | Гонка | Баллы | Место |
| Спортсмен      | Дисциплина     | 1     | 2     | 3     | 4     | 5     | 6     | 7     | 8     | 9     | 10    | M*    | Баллы | Место |
| -------------- | -------------- | ----- | ----- | ----- | ----- | ----- | ----- | ----- | ----- | ----- | ----- | ----- | ----- | ----- |
| Йонатан Ваднаи | Мужчины ILCA 7 | 16    | 12    | 21    | 13    | 5     | 12    | 8     | 12    | —     | —     | 3     | 105   | 4     |
| Мария Эрди     | Женщины ILCA 6 | 20    | 19    | 33    | 14    | 25    | 24    | 14    | 1     | 1     | —     | EL    | 151   | 14    |

M = Медальная гонка; EL = Выбыл – не участвовал в медальной гонке

## Плавание
Венгерские пловцы выполнили требования для участия в нижеследующих дисциплинах плавательного турнира Олимпиады (максимум два пловца, выполнивших Олимпийский квалификационный норматив (OST) или, возможно, Олимпийский рассматриваемый норматив (OCT)). 
Мужчины
| Спортсмен                                       | Дисциплина              | Заплывы  | Заплывы | Полуфиналы           | Полуфиналы           | Финал                | Финал                |
| Спортсмен                                       | Дисциплина              | Время    | Место   | Время                | Место                | Время                | Место                |
| ----------------------------------------------- | ----------------------- | -------- | ------- | -------------------- | -------------------- | -------------------- | -------------------- |
| Себастьян Сабо                                  | 50 м вольный стиль      | 22,12    | 24      | завершил выступление | завершил выступление | завершил выступление | завершил выступление |
| Нандор Немет                                    | 100 м вольный стиль     | 47,93    | 4 Q     | 47,61                | 3 Q                  | 47,50                | 4                    |
| Залан Шаркани                                   | 400 м вольный стиль     | 3.47,33  | 14      | —                    | —                    | завершил выступление | завершил выступление |
| Залан Шаркани                                   | 800 м вольный стиль     | 7.48,90  | 14      | —                    | —                    | завершил выступление | завершил выступление |
| Залан Шаркани                                   | 1500 м вольный стиль    | 14.52,42 | 11      | —                    | —                    | завершил выступление | завершил выступление |
| Давид Бетлехем                                  | 1500 м вольный стиль    | 14.45,59 | 8 Q     | —                    | —                    | 14.40,91             | 4                    |
| Давид Бетлехем                                  | 10 км открытая вода     | —        | —       | —                    | —                    | 1:51.09,0            | 3                    |
| Адам Ясо                                        | 100 м на спине          | 53,97    | 19      | завершил выступление | завершил выступление | завершил выступление | завершил выступление |
| Хуберт Кош                                      | 100 м на спине          | 52,78    | 1 Q     | 52,98                | 10                   | завершил выступление | завершил выступление |
| Хуберт Кош                                      | 200 м на спине          | 1.57,01  | 4 Q     | 1.55,93              | 1 Q                  | 1.54,26              | 1                    |
| Хуберт Кош                                      | 100 м баттерфляй        | 51,58    | 14 Q    | 52,22                | 16                   | завершил выступление | завершил выступление |
| Адам Телегди                                    | 200 м на спине          | 1.57,98  | 16 Q    | 1.57,58              | 13                   | завершил выступление | завершил выступление |
| Криштоф Милак                                   | 100 м баттерфляй        | 50,19    | 1 Q     | 50,38                | 1 Q                  | 49,90                | 1                    |
| Криштоф Милак                                   | 200 м баттерфляй        | 1.53,92  | 1 Q     | 1.52,72              | 1 Q                  | 1.51,75              | 2                    |
| Рихард Мартон                                   | 200 м баттерфляй        | 1.56,03  | 16 Q    | 1.55,93              | 14                   | завершил выступление | завершил выступление |
| Габор Зомбори                                   | 200 м комплекс          | DNS      | DNS     | DNS                  | DNS                  | DNS                  | DNS                  |
| Габор Зомбори                                   | 400 м комплекс          | 4.14,88  | 14      | —                    | —                    | завершил выступление | завершил выступление |
| Балаж Холло                                     | 400 м комплекс          | 4.12,20  | 9       | —                    | —                    | завершил выступление | завершил выступление |
| Хуберт Кош Адам Ясо Нандор Немет Себастьян Сабо | 4 × 100 м вольный стиль | 3.12,96  | 7 Q     | —                    | —                    | 3.13,11              | 8                    |
| Криштоф Рашовски                                | 10 км открытая вода     | —        | —       | —                    | —                    | 1:50.52,7            | 1                    |

Женщины
| Спортсмен                                                     | Дисциплина              | Заплывы  | Заплывы | Полуфиналы            | Полуфиналы            | Финал                 | Финал                 |
| Спортсмен                                                     | Дисциплина              | Время    | Место   | Время                 | Место                 | Время                 | Место                 |
| ------------------------------------------------------------- | ----------------------- | -------- | ------- | --------------------- | --------------------- | --------------------- | --------------------- |
| Петра Сенански                                                | 50 м вольный стиль      | 25,21    | 24      | завершила выступление | завершила выступление | завершила выступление | завершила выступление |
| Николетт Падар                                                | 200 м вольный стиль     | DSQ      | DSQ     | DSQ                   | DSQ                   | DSQ                   | DSQ                   |
| Лилла Минна Абрахам                                           | 200 м вольный стиль     | 1.57,77  | 13 Q    | 1.57,78               | 14                    | завершила выступление | завершила выступление |
| Айна Кешей                                                    | 400 м вольный стиль     | 4.08,90  | 13      | —                     | —                     | завершила выступление | завершила выступление |
| Айна Кешей                                                    | 800 м вольный стиль     | 8.36,13  | 13      | —                     | —                     | завершила выступление | завершила выступление |
| Вивьен Якль                                                   | 1500 м вольный стиль    | 16.31,25 | 15      | —                     | —                     | завершила выступление | завершила выступление |
| Вивьен Якль                                                   | 400 м комплекс          | 4.44,47  | 14      | —                     | —                     | завершила выступление | завершила выступление |
| Эстер Сабо-Фелтотьи                                           | 200 м на спине          | 2.09,72  | 9 Q     | 2.09,41               | 10                    | завершила выступление | завершила выступление |
| Дора Мольнар                                                  | 200 м на спине          | 2.10,51  | 16 Q    | 2.09,83               | 12                    | завершила выступление | завершила выступление |
| Богларка Капаш                                                | 200 м баттерфляй        | 2.09,28  | 10 Q    | 2.09,23               | 14                    | завершила выступление | завершила выступление |
| Дальма Шебештьен                                              | 200 м комплекс          | 2.15,16  | 25      | завершила выступление | завершила выступление | завершила выступление | завершила выступление |
| Лилла Минна Абрахам Николетт Падар Петра Сенански Панна Уграи | 4 × 100 м вольный стиль | 3.37,33  | 10      | —                     | —                     | завершили выступление | завершили выступление |
| Лилла Минна Абрахам Айна Кешей Николетт Падар Панна Уграи     | 4 × 200 м вольный стиль | 7.52,25  | 2 Q     | —                     | —                     | 7.50,52               | 6                     |
| Беттина Фабиан                                                | 10 км открытая вода     | —        | —       | —                     | —                     | 2:04.16,9             | 5                     |

## Современное пятиборье
Венгрия завоевала по одному месту в мужской и женский турниры на Европейских играх 2023 года в Кракове, Польша и еще по одному месту в мужской и женский турниры на Чемпионате мира 2024 года в Чжэнчжоу, Китай.

### Полуфиналы
| Спортсмен     | Дисциплина     | Фехтование (шпага до 1 укола) | Фехтование (шпага до 1 укола) | Фехтование (шпага до 1 укола) | Фехтование (шпага до 1 укола) | Плавание (200 м вольный стиль) | Плавание (200 м вольный стиль) | Плавание (200 м вольный стиль) | Конный спорт (конкур) | Конный спорт (конкур) | Конный спорт (конкур) | Конный спорт (конкур) | Комбинация: стрельба и бег (10 м пистолет)/(3200 м) | Комбинация: стрельба и бег (10 м пистолет)/(3200 м) | Комбинация: стрельба и бег (10 м пистолет)/(3200 м) | Сумма | Место |
| Спортсмен     | Дисциплина     | ОР                            | БР                            | Место                         | Баллы                         | Время                          | Место                          | Баллы                          | Время                 | Штраф                 | Место                 | Баллы                 | Время                                               | Место                                               | Баллы                                               | Сумма | Место |
| ------------- | -------------- | ----------------------------- | ----------------------------- | ----------------------------- | ----------------------------- | ------------------------------ | ------------------------------ | ------------------------------ | --------------------- | --------------------- | --------------------- | --------------------- | --------------------------------------------------- | --------------------------------------------------- | --------------------------------------------------- | ----- | ----- |
| Чаба Бёхм     | Мужской турнир | 13–22                         | 4                             | 14                            | 194                           | 1.59,50                        | 2                              | 311                            | 61,51                 | 0                     | 4                     | 300                   | 10.04,64                                            | 4                                                   | 696                                                 | 1501  | 8 Q   |
| Балаж Цеп     | Мужской турнир | 18–17                         | 0                             | 8                             | 215                           | 2.03,18                        | 11                             | 303                            | 59,53                 | 7                     | 6                     | 293                   | 10.12,10                                            | 4                                                   | 688                                                 | 1499  | 7 Q   |
| Мишель Гульяш | Женский турнир | 24–11                         | 2                             | 2                             | 247                           | 2.10,39                        | 2                              | 290                            | 58,66                 | 14                    | 15                    | 286                   | 12.06,06                                            | 11                                                  | 574                                                 | 1397  | 3 Q   |
| Бланка Гузи   | Женский турнир | 15–20                         | 0                             | 15                            | 200                           | 2.16,93                        | 9                              | 277                            | 58,61                 | 0                     | 2                     | 300                   | 11.20,80                                            | 2                                                   | 620                                                 | 1397  | 4 Q   |

### Финалы
| Спортсмен     | Дисциплина     | Фехтование (шпага до 1 укола) | Фехтование (шпага до 1 укола) | Фехтование (шпага до 1 укола) | Фехтование (шпага до 1 укола) | Плавание (200 м вольный стиль) | Плавание (200 м вольный стиль) | Плавание (200 м вольный стиль) | Конный спорт (конкур) | Конный спорт (конкур) | Конный спорт (конкур) | Конный спорт (конкур) | Комбинация: стрельба и бег (10 м пистолет)/(3200 м) | Комбинация: стрельба и бег (10 м пистолет)/(3200 м) | Комбинация: стрельба и бег (10 м пистолет)/(3200 м) | Сумма   | Место |
| Спортсмен     | Дисциплина     | ОР                            | БР                            | Место                         | Баллы                         | Время                          | Место                          | Баллы                          | Время                 | Штраф                 | Место                 | Баллы                 | Время                                               | Место                                               | Баллы                                               | Сумма   | Место |
| ------------- | -------------- | ----------------------------- | ----------------------------- | ----------------------------- | ----------------------------- | ------------------------------ | ------------------------------ | ------------------------------ | --------------------- | --------------------- | --------------------- | --------------------- | --------------------------------------------------- | --------------------------------------------------- | --------------------------------------------------- | ------- | ----- |
| Чаба Бёхм     | Мужской турнир | 13-22                         | 0                             | 18                            | 190                           | 1.58,94                        | 3                              | 313                            | 56,91                 | 14                    | 12                    | 286                   | 9.44,87                                             | 3                                                   | 716                                                 | 1505    | 13    |
| Балаж Цеп     | Мужской турнир | 18-17                         | 0                             | 13                            | 215                           | 2.05,83                        | 15                             | 299                            | 56,59                 | 0                     | 3                     | 300                   | 9.55,29                                             | 8                                                   | 705                                                 | 1519    | 10    |
| Мишель Гульяш | Женский турнир | 24-11                         | 0                             | 2                             | 245                           | 2.12,44                        | 4                              | 286                            | 62,69                 | 0                     | 8                     | 300                   | 11.10,01                                            | 7                                                   | 630                                                 | 1461 WR | 1     |
| Бланка Гузи   | Женский турнир | 15-20                         | 0                             | 17                            | 200                           | 2.16,25                        | 7                              | 278                            | 56,52                 | 0                     | 1                     | 300                   | 10.45,48                                            | 1                                                   | 655                                                 | 1433    | 4     |

## Стрельба
Венгрия завоевала четыре места в различных дисциплинах олимпийского турнира стрелков на разных этапах отбора, включая Чемпионат мира по стрельбе 2023 года в Баку, Азербайджан, Европейские игры 2023 года во Вроцлаве, Польша, Чемпионат Европы в дисциплинах на 10 м 2024 года в Дьёре, Венгрия и Олимпийский квалификационный турнир ISSF по пулевой стрельбе 2024 года в Дохе, Катар, и одно место по Олимпийскому рейтингу ISSF. Еще пять квот венгерские стрелки получили, квалифицировавшись в смежных дисциплинах, в соответствии с правилами ISSF. Квалифицировав минимум одного спортсмена каждого пола в пневматической винтовке, Венгрия также получила право выставить смешанную команду в этом виде оружия.
Мужчины
| Спортсмен    | Дисциплина                            | Квалификация | Квалификация | Финал                | Финал                |
| Спортсмен    | Дисциплина                            | Баллы        | Место        | Баллы                | Место                |
| ------------ | ------------------------------------- | ------------ | ------------ | -------------------- | -------------------- |
| Залан Пеклер | Винтовка из трёх положений, 50 метров | 582          | 32           | завершил выступление | завершил выступление |
| Залан Пеклер | Пневматическая винтовка, 10 метров    | 628,4        | 17           | завершил выступление | завершил выступление |
| Иштван Пени  | Винтовка из трёх положений, 50 метров | 587          | 21           | завершил выступление | завершил выступление |
| Иштван Пени  | Пневматическая винтовка, 10 метров    | 628,3        | 18           | завершил выступление | завершил выступление |

Женщины
| Спортсмен          | Дисциплина                            | Квалификация | Квалификация | Финал                 | Финал                 |
| Спортсмен          | Дисциплина                            | Баллы        | Место        | Баллы                 | Место                 |
| ------------------ | ------------------------------------- | ------------ | ------------ | --------------------- | --------------------- |
| Эстер Месарош      | Винтовка из трёх положений, 50 метров | 577          | 29           | завершила выступление | завершила выступление |
| Эстер Месарош      | Пневматическая винтовка, 10 метров    | 628,6        | 15           | завершила выступление | завершила выступление |
| Вероника Майор     | Пистолет, 25 м                        | 592          | 1 Q          | 31                    | 3                     |
| Вероника Майор     | Пневматический пистолет, 10 м         | 582          | 1 Q          | 114,0                 | 8                     |
| Сара Рахель Фабиан | Пистолет, 25 м                        | 582          | 14           | завершила выступление | завершила выступление |
| Сара Рахель Фабиан | Пневматический пистолет, 10 м         | 566          | 33           | завершила выступление | завершила выступление |

Микст
| Спортсмен                 | Дисциплина                         | Квалификация | Квалификация | Финал                 | Финал                 |
| Спортсмен                 | Дисциплина                         | Баллы        | Место        | Баллы                 | Место                 |
| ------------------------- | ---------------------------------- | ------------ | ------------ | --------------------- | --------------------- |
| Иштван Пени Эстер Месарош | Пневматическая винтовка, 10 метров | 624,7        | 20           | завершили выступление | завершили выступление |

## Теннис
Венгрия получила два места в мужской одиночный и одно место в мужской парный турниры по рейтингу ATP.
| Спортсмен                     | Дисциплина        | 1/32 финала                       | 1/16 финала                                | 1/8 финала            | Четвертьфиналы        | Полуфиналы            | Финал / За 3 место    | Финал / За 3 место    |
| Спортсмен                     | Дисциплина        | Соперник Счёт                     | Соперник Счёт                              | Соперник Счёт         | Соперник Счёт         | Соперник Счёт         | Соперник Счёт         | Место                 |
| ----------------------------- | ----------------- | --------------------------------- | ------------------------------------------ | --------------------- | --------------------- | --------------------- | --------------------- | --------------------- |
| Мартон Фучович                | Мужчины одиночный | ESPРафаэль Надаль П 1–6, 6–4, 4–6 | завершил выступление                       | завершил выступление  | завершил выступление  | завершил выступление  | завершил выступление  | завершил выступление  |
| Фабиан Марожан                | Мужчины одиночный | FRAЮго Эмбер П 3–6, 2–6           | завершил выступление                       | завершил выступление  | завершил выступление  | завершил выступление  | завершил выступление  | завершил выступление  |
| Мартон Фучович Фабиан Марожан | Мужчины парный    | —                                 | NEDТаллон Грикспор Уэсли Колхоф П 2–6, 3–6 | завершили выступление | завершили выступление | завершили выступление | завершили выступление | завершили выступление |

## Триатлон
Венгрия завоевала два квотных места в соревнования мужчин и одно место в соревнования женщин по Мировому индивидуальному рейтингу World Triathlon.
Личное
| Спортсмен        | Категория | Время             | Время     | Время             | Время     | Время       | Время   | Место |
| Спортсмен        | Категория | Плавание (1,5 км) | Переход 1 | Велосипед (40 км) | Переход 2 | Бег (10 км) | Всего   | Место |
| ---------------- | --------- | ----------------- | --------- | ----------------- | --------- | ----------- | ------- | ----- |
| Чонгор Лехманн   | Мужчины   | 21,19             | 0,48      | 51,16             | 0,21      | 30,43       | 1.44,27 | 11    |
| Бенце Бичак      | Мужчины   | 20,55             | 0,54      | 51,35             | 0,29      | 31,21       | 1.45,14 | 16    |
| Жанетт Брагмайер | Женщины   | 22,34             | 0,56      | 58,15             | 0,27      | 38,12       | 2.00,24 | 26    |

## Тхэквондо
Венгрия завоевала одно место в мужском турнире в соответствии с рейтингом WT и по одному месту в мужском и женском турнире на Европейском квалификационном турнире 2024 года в Софии, Болгария.
| Спортсмен      | Дисциплина       | 1/8 финала            | Четвертьфиналы           | Полуфиналы           | Утеш. поединки       | Финал/За 3 место            | Финал/За 3 место     |
| Спортсмен      | Дисциплина       | Соперник Результат    | Соперник Результат       | Соперник Результат   | Соперник Результат   | Соперник Результат          | Место                |
| -------------- | ---------------- | --------------------- | ------------------------ | -------------------- | -------------------- | --------------------------- | -------------------- |
| Омар Салим     | Мужчины до 58 кг | ARGЛукас Гузман В 2–1 | ITAВито Деллаквила П 0–2 | завершил выступление | завершил выступление | завершил выступление        | завершил выступление |
| Левенте Йожа   | Мужчины до 68 кг | CHNЛян Юшуай П 1–2    | завершил выступление     | завершил выступление | завершил выступление | завершил выступление        | завершил выступление |
| Вивиана Мартон | Женщины до 67 кг | CIVРут Гбагби В 2–1   | USAКристина Тичаут В 2–1 | BELСара Шаари В 2–0  | —                    | SRBАлександра Перишич В 2–0 | 1                    |

## Фехтование
Венгрия получила по рейтингу FEI право выставить команду и трех участников в мужской и женской шпаге, а также в женской шпаге. Кроме того, по рейтингу FEI Венгрия получила по одному индивидуальному месту в трех оставшихся дисциплинах.
| Спортсмен                                                  | Дисциплина            | 1/32 финала                 | 1/16 финала                     | 1/8 финала                | Четвертьфинал               | Полуфинал             | Финал / За 3 место         | Финал / За 3 место    |
| Спортсмен                                                  | Дисциплина            | Соперник Счет               | Соперник Счет                   | Соперник Счет             | Соперник Счет               | Соперник Счет         | Соперник Счет              | Место                 |
| ---------------------------------------------------------- | --------------------- | --------------------------- | ------------------------------- | ------------------------- | --------------------------- | --------------------- | -------------------------- | --------------------- |
| Тибор Андрашфи                                             | Мужчины шпага         | —                           | VENРубен Лимардо В 15–10        | VENГабриэл Луго В 13–12   | ITAФедерико Висмара В 15–13 | JPNКоки Кано П 13–14  | EGYМохамед Эль-Сайед П 7–8 | 4                     |
| Мате Кох                                                   | Мужчины шпага         | —                           | Габриэл Луго П 10–15            | завершил выступление      | завершил выступление        | завершил выступление  | завершил выступление       | завершил выступление  |
| Гергей Шиклоши                                             | Мужчины шпага         | —                           | CZEЯкуб Юрка В 15–5             | BELНейссер Лойола П 13–14 | завершил выступление        | завершил выступление  | завершил выступление       | завершил выступление  |
| Тибор Андрашфи Мате Кох Гергей Шиклоши Давид Надь (*)      | Мужчины шпага команды | —                           | —                               | —                         | Казахстан · В 45–30         | Франция · В 45–30     | Япония · В 26–25           | 1                     |
| Даниэль Доша                                               | Мужчины рапира        | —                           | EGYАбдельрахман Толба П 14–15   | завершил выступление      | завершил выступление        | завершил выступление  | завершил выступление       | завершил выступление  |
| Чанад Гемеши                                               | Мужчины сабля         | —                           | USAЭли Дершвиц В 15–10          | TUNФарес Ферджани П 14–15 | завершил выступление        | завершил выступление  | завершил выступление       | завершил выступление  |
| Андраш Сатмари                                             | Мужчины сабля         | —                           | FRAБоладе Апити П 13–15         | завершил выступление      | завершил выступление        | завершил выступление  | завершил выступление       | завершил выступление  |
| Арон Силадьи                                               | Мужчины сабля         | —                           | CANФарес Арфа П 8–15            | завершил выступление      | завершил выступление        | завершил выступление  | завершил выступление       | завершил выступление  |
| Чанад Гемеши Андраш Сатмари Арон Силадьи Кристиан Рабб (*) | Мужчины сабля команды | —                           | —                               | —                         | Италия · В 45–38            | Иран · В 45–43        | Республика Корея · П 41–45 | 2                     |
| Эстер Мухари                                               | Женщины шпага         | —                           | CHNТан Цзюньяо В 15–10          | KORСон Се Ра В 15–6       | CHNЮй Сыхань В 15–10        | FRAОрьян Малло П 9–15 | ESTНелли Дифферт В 15–14   | 3                     |
| Флора Пастор                                               | Женщины рапира        | —                           | USAДжеки Дубрович В 15–12       | CANЮния Чанг В 15–5       | USAЛи Кифер П 4–15          | завершила выступление | завершила выступление      | завершила выступление |
| Анна Мартон                                                | Женщины сабля         | VENКатерине Паредес В 15–10 | ESPЛусия Мартин-Португес В 15–8 | HUNЛиза Пустаи В 15–7     | UKRОльга Харлан П 7–15      | завершила выступление | завершила выступление      | завершила выступление |
| Лиза Пустаи                                                | Женщины сабля         | —                           | ITAМикела Баттистон П 15–12     | HUNАнна Мартон П 7–15     | завершила выступление       | завершила выступление | завершила выступление      | завершила выступление |
| Луца Сюч                                                   | Женщины сабля         | —                           | ITAМартина Кришио В 15–10       | BULИоана Илиева В 15–10   | FRAСара Бальцер П 12–15     | завершила выступление | завершила выступление      | завершила выступление |
| Анна Мартон Лиза Пустаи Луца Сюч Шугар Катинка Баттаи (*)  | Женщины сабля команды | —                           | —                               | —                         | Япония · П 37–45            | завершили выступление | завершили выступление      | 6                     |

- – запасные участники